# Етнолінгвістика
Етнолінгві́стика (дав.-гр. ἐθνικός — плем'я, народ і лат. lingua — мова) — це розділ мовознавства, що досліджує зв'язки між мовними та культурними явищами, тобто це напрям лінгвістичних досліджень, який вивчає мову у її відношенні до культури, взаємодію етнокультурних та етнопсихологічних чинників у функціонуванні та еволюції мови.
Етнолінгвістика вивчає не лише мову (хоча саме вона є головним виразником і зберігачем культурної інформації в часі), а й інші форми та субстанції, у яких виражає себе колективна свідомість, народний менталітет, «картина світу», що склалися в певному етносі чи соціумі загалом, тобто вся народна культура, усі її види, форми, жанри — вербальні (лексика та фразеологія, пареміологія, фольклор), акціональні (обряди), ментальні (звичаї, вірування). У вужчому розумінні Етнолінгвістика — галузь мовознавства, яка розв'язує проблеми мови і етносу, мови та культури, мови і народної ментальності, мови й міфології тощо.
Етнолінгвістика виникла в межах антропології (від грецьк. Ánthropos — людина) — науки, яка досліджує культуру, використовуючи етнографічні, лінгвістичні, археологічні та ін. методи.

## Напрями досліджень
Розрізняють американську та європейську традиції у студіях етнолінгвістики. Американська етнолінгвістика виділяє антропологічну лінгвістику та лінгвістичну антропологію.
Антропологічна лінгвістика — етнолінгвістика з когнітивним аспектом дослідження (від лат. cognitio — «пізнання») , намагається осягнути культуру через мову: яким чином, за допомогою яких засобів та в якій формі у мові знаходять відображення культурні (побутові, релігійні, соціальні та ін.) уявлення народу про навколишній світ та про місце людини у цьому світі.
Антропологічна лінгвістика досліджує функціонування мови як однієї з культурних підсистем, що дає знання про етнос. Представники:
Б. Ворф, Ф. Боас, Е. Сепір, Г. Гойер, Б. Берлін і П. Кей, А. Вежбицька, Ю. Апресян,  Н. Арутюнова, Т.  Булигіна, А. Шмельова,  Є. Яковлева.
Лінгвістична антропологія — етнолінгвістика з комунікативним аспектом дослідження (від лат. communicatio — «спілкування») , вивчає мовні повідомлення в культурному контексті: які саме форми та засоби спілкування, зокрема мовні, є специфічними для даної етнічної або соціальної групи. Лінгвістична антропологія, залишаючись розділом мовознавства, розробляє загальну теорію мовної комунікації в межах окремих культур у цілому. Представники: Д. Гаймз, Дж. Гамперц, М. Толстой, С. Толстая, В. Топоров.

## Основні тенденції розвитку та школи

### Етнолінгвістика в США
Етнолінгвістика виникла в США, у кінці XIX — на початку XX ст., у зв'язку з інтенсивним вивченням мови індіанських племен Північної, а потім і Центральної Америки. Головна увага приділялась етнографічному матеріалу та дослідженню мов, які не мають писемної традиції. Концептуальні основи були закладені в працях І. Гердера, В. фон Гумбольдта. В мовознавчому напрямі етнолінгвістика США почала розвиватись з появою праць Ф. Боаса та його учнів, які заклали нові традиції американської лінгвістики, підняли певне коло проблем та визначили методи їх дослідження (термін етнолінгвістика часто замінюється на «антрополінгвістика» та «етносемантика»). Головною була проблема генетичної спорідненості мов американських індіанців. В подальшому чільне місце в етнолінгвістиці займає дослідження взаємодії мов індіанців та індоєвропейських мов (англійської, французької, іспанської) та їх взаємовплив (праці Хойєра (мови тонкава і апачів), Б. Уорфа (мова хопі), Дж. Трейджера (мова таос)) та ін.
Е. Сепір у трактаті «Мова» розмежовує мову та культуру. Культура для нього — це те, що суспільство робить та про що думає, а мова — це мистецтво мислення. Причинно-наслідкого зв'язку між ними Е. Сепір не вбачав. «Пізній» Е. Сепір формулює свою тезу про мову як путівник по соціальній дійсності. Реальний світ несвідомо вибудовується на мовних звичках тої чи іншої групи. Дві різні мови ніколи не бувають схожими настільки, щоб можна було вважати їх засобом одної і тієї соціальної ситуації .
Учень Е. Сепіра Б. Уорф радикалізував тези свого вчителя. На його думку, пізнання світу повністю визначено мовою, тому що люди, які розмовляють різною мовою бачать світ по-різному. До радикалістів належали Хойджер, Лі, Клакхон та ін. Суть радикального підходу виразив Клакхон, сказавши, що з антропологічної точки зору існує стільки ж різних світів на Землі, скільки є мов.
Крьобер, Вьоглин та Харріс (услід за «пізнім» Сепіром) були засновниками «помірного» напрямку в етнолінгвістиці. Їх погляди зводились до того, що мова є умовою виникнення культури, частиною культури, тому вербальну та невербальну діяльність людини слід розглядати разом (така сукупна діяльність утворює «етнолінвістичну ситуацію»).
Американські етнолінгвісти сприймають мову як існуючу, відкидають генетичні дослідження, а мету вбачають у дослідженні взаємоз'язку мови та культури. У. Гуденаф в 1960—1980 рр. висунув ідеаційну теорію культури в межах когнітивної антропології, за якою найкращий шлях до знань, понять, суджень, що містяться у когнітивному коді, пролягає через мовні комуніканти, тобто тільки через мову можлива концептуалізація світу.
У. Гуденаф та Ф. Лонсбері запропонували компонентний аналіз, який успішно використовують сучасні науковці.
Одним із перспективних напрямів дослідження стає суб'єктивна реконструкція культури Гуденафа та Фрейка, тобто представлення її в термінах, виявлення основ семантики певної культури (один із прийомів, що використовується у етнолінгвістиці є  — когнітивний). Суб'єктивним є явище, яке, існуючи об'єктивно, виокремлюється за допомогою мовної категоризації світу на рівні підсвідомості. Дослідження «системи культурного поводження» («мовленнєвої діяльності»- ethnography of speaking) Хаймза стає основою комунікативного напрямку етнолінгвістичних досліджень, де мовленнєву діяльність розуміють як норму поведінки людини в культурному соціумі. Основний об'єкт дослідження — мовленнєва діяльність в залежності від ситуації, соціального стану, взаємовідносин учасників комунікації .

### Етнолінгвістика у Франції
Етнолінгвістика у Франції набула розповсюдження у 1960—1970 роках XX ст. та вийшла з етнологічних досліджень побуту та звичаїв народів Африки (Е. Бонвіні, Ж. Калам-Гріоль, Д. Рей-Ульман, Ж. Тома та С. Баюше, М.-П. Феррі та ін.), а саме створення тезаурусних словників та енциклопедій мов та культур народів Африки. Рідше французькі дослідники зверталися до вивчення власної народної культури (Ф. Альварес-Пєрер, Ж. К. Денгірар та ін.) та культури європейських країн (С. Зервудацкі, Ж. Дреттас).
Наприкінці 1980-х років етнографічний інтерес зміщується до культур країн-сусідів.
Нова епоха у французькій етнолінгвістиці розпочалася у зв'язку з дослідженням міст, передмість, етнічності, міграційних процесів, що зумовило зв'язок науки з суміжними дисциплінами. Відбулася географічна спеціаліалізація дослідників на «американістів», «африканістів» та «океаністів».
Основні напрямки діяльності:
- вивчення взаємовідносин між різними етнічними групами;
- дослідження становища біженців;
- вивчення проблеми насильства і міжетнічних конфліктів;
- дослідження французької та європейської політики;
- вивчення міжособистісних конфліктів в етнічних групах;
- виявлення лінгвістичних змін відносно динаміки розвитку лінгвістичних спільнот;
- вивчення різноманіття комунікативної поведінки;
- дослідження змін у лінгвістиці та історії лінгвістики як засіб вивчення минулого у співпраці з археологією, міфологією, антропологією.

Найвідоміші праці:
- К. Леві-Строс «Сумні тропіки»;
- М. Лейріс «Примарна Африка»;
- М. Абелєс «Про антропологію у Франції».

### Етнолінгвістика у Польщі
Етнолінгвістика у Польщі розвивається у двох напрямках: мовознавчому і соціологічному. Найбільша етнолінгвістична школа, що знаходиться у Любліні, займається мовознавчою тематикою та розвивається під впливом американської антропологічної школи та використовує досягнення московської етнолінгвістики.
Найвпливовішим представником польської етнолінгвістики є професор Є. Бартмінський, який розробив теорію мовних стереотипів, що була застосована під час роботи над створенням «Словника стереотипів та символів народної культури» (1996—1999 рр.) У 1998 надруковано перший номер наукового журналу «Етнолінгвістика». Представники школи польської етнолінгвістики: А. Вежбицька, К. Мошинський, Б.Маліновський, Є. Бартмінський, М. Марчевська, С. Нєбжеговська, В. Височанський та ін.
Найвідоміші праці:
- «Мова, фольклор, поетика» Є. Бартмінського;
- «Мовна картина світу у злексикалізованих порівняннях» В. Височанського.

На відміну від Московської школи, польські дослідники працювали у межах своєї культури та орієнтувалися на синхронічний опис традиційної «картини світу» за пам'ятками останніх двох століть.

### Етнолінгвістика в Росії
Найвідомішою зі слов'янських етнологічних шкіл стає Московська, що досліджує мовнокультурні відносини усіх слов'янських народів. Видатний науковець цієї школи М.Толстой надавав певного значення кожній складовій частині терміну «етнолінгвістика» . Перша його частина — «етно-» означає, що традиційна народна культура вивчається в її регіональних, етнічних, «діалектних» формах. Друга частина — «лінгвістика» має потрійне значення: по-перше, вона означає, що головним джерелом для вивчення традиційної народної культури є мова; по-друге, культура, як і мова, є семіотичною системою; по-третє, етнолінгвістика використовує лінгвістичні поняття і методи (морфологія, структура та інше).
За М. Толстим, етнолінгвістику можна розуміти у широкому та вузькому значенні: у вузькому значенні — це розділ мовознавства, що спрямовує дослідника на розгляд співвідношення і зв'язку мови та духовної культури, мови і народного менталітету, мови і народної творчості.
у широкому трактуванні етнолінгвістика розуміється як комплексна дисципліна, що вивчає традиційну народну духовну культуру, народну психологію і міфологію та їх відображення у мові. Головне у такому підході — розуміння інтегральності культури, тобто єдності її форм і жанрів (мови, ритуалів, вірувань, народного мистецтва)
Одним із напрямків досліджень російської лінгвістики є намагання реконструювати стародавню міфопоетичну картину світу індоєвропейців, а зокрема слов'ян (праці В. Іванова, В. Топорова). Одним із підходів до вирішення цієї проблеми було створення словників («Славянские древности», Т. 1. М., 1995. Т. 2. М., 1999) та атласів.
Найвідоміші праці:
- О. Белова «Славянский бестиарий. Словарь названий и символики»;
- А. Гура «Символика животных в славянской культурной традиции»;
- Т. Агапкина «Этнографические связи календарных песен»;
- Э. Левкиевская «Славянский оберег: семантика и структура»;
- С. Толстая «Признаковое пространсто культуры»;
- С. Толстая «Полесский народный календарь»;
- Н. Толстой «Язык и народная культура. Очерки по славянской мифологии и этнолингвитике».

Головна відмінність етнолігвістичних досліджень науковців Московської школи — це використання лінгвістичних (загальносеміотичних) методів у процесі дослідження народної культури слов'ян та зосередження уваги при цьому на історичному (діахронічному на противагу «синхронічності» західної етнолінгвістики) та генетичному аспекті.

### Етнолінгвістика в Україні
На розвиток української Етнолінгвістики вплинули погляди на мову та культуру М. Костомарова, О. Потебні, І. Франка, В. Гнатюка, В. Шухевича. Спектр сучасних вітчизняних студій пов'язаний з дослідженням у галузях діалектології, лінгвогеографії, семасіології, фразеології, фольклористики, етнографії, культурології тощо. Серед праць, які репрезентують надбання укр. Е., — «Поетична символіка української народної творчості: Лінгвіст. аспект» (Л., 1999) О. Сімович, «Гуцульська міфологія: Етнолінгвіст. словник» (Л., 2002) Н. Хобзей, «Знаки української етнокультури: Словник-довідник» (К., 2006) та «Українська етнолінгвістика: Нариси» (К., 2007) В. Жайворонка, «Динамічні процеси у фразеологічній системі східнослов'янських мов» (Лц., 2007) М. Жуйкової, «Поліський поховальний і поминальний обряди: Етнолінгвіст. студії» (Ж., 2007) В. Конобродської. Більшість публікацій вийшли у збірниках, деякі з них повністю присвячені проблемам мови й культури: «Гуцульські говірки: Лінгвіст. та етнолінгвіст. дослідж.» (Л., 2000), «Діалектологічні студії: Мова і культура» (Л., 2003), «Етнолінгвістичні студії» (Ж., 2007, вип. 1).
Українська етнолінгвістика спирається на здобутки й зарубіжних учених. Фіксацію інформації про українські традиції, звичаї, обряди здійснювали польські науковці (К. Мошинський, С. Петкевич, О. Кольберг). Українська етнолінгвістика розвивалась у тісному взаємозв'язку із російською: спільний збір і обробка етнолінгвістичної інформації про родинні обряди українців, народну кулінарію, медицину, мовний етикет, народну фразеологію. До цього напрямку дотичними є суто лінгвістичні дослідження мовного боку культурних явищ
О. Потебня та Г. Шпет своїми працями в галузях лінгвістики, фольклористики та психології значно вдосконалили науковий інструментарій етнолінгвістики.
Етнолінгвістика в Україні характеризується різноаспектністю дослідження. Найактуальнішими були такі напрямки дослідження:
1) дослідження тематичних груп діалектної лексики, де поєднується лексична проблематика з проблемою культурної мотивації:
- лексика ткацтва (І. Ніколаєнко)
- кулінарна лексика (Є. Турчин)
- номінації традиційного одягу та взуття (Г. Гримашевич, М. Никончук, Л. Пономар)
- ботанічна лексика (М. Поістогова)

2) дослідження явищ традиційної культури:
- весільні звичаї (П. Романюк, М. Бігусяк, В. Дроботенко, І. Магрицька);
- поховально-поминальні обряди (В. Конобродська);
- календарні обряди (Г. Аркушин, К. Глуховцева, М. Шарапа);
- міфологічно-демонологічна сфера (П. Гриценко, Н. Хобзей);
- норми етики (Миронюк, С. Богдан);

3) культурологічний аспект дослідження мотивології та діалектного словотворення (М. Жуйкова, М. Олійник, Н. Данилюк, В. Конобродська, Г. Аркушин);
4) проблеми реконструкції культурного тексту та етнолінгвістичного вивчення українських діалектно-культурних ареалів (В. Конобродська);
5) дослідження обрядової семантики, виявлення закономірностей лексико-семантичної типології, структурно-семіотичного і концептуального моделювання (О. Тищенко);
6) дослідження етнології тексту: етнокультурна, етнопсихологічна, етнофілософька основи мовних явищ з символічним значенням, проблема виникнення, функціонування, розвитку, мовного символу (В. Кононенко, М. Голянич, В. Жайворонок.)
Різноплановість тематики української етнолінгвістики не призвела в цей час до вироблення певної концепції, методології, яка б ознаменувала появу української етнолінгвістичної школи.
Перед українською етнолінгвістикою постає широке коло проблем, які потребують свого дослідження й вирішення. Насамперед — це системне накопичення інформації про традиційну культуру та формування достатнього корпусу свідчень про неї, що уможливить вирішення інших питань, зокрема:
- проблема реконструкції культурних текстів;
- географічне представлення української традиційної культури;
- проблема етнолінгвістичного картографування явищ матеріальної і духовної культури;
- створення етнолінгвістичних атласів і словників;
- встановлення взаємозв'язку і взаємозумовленості елементів мови і народної культури;
- виявлення етимології явищ традиційної народної культури.[10][11]

Різнопланові індивідуальні дослідження превалюють в українській етнолінгвістиці. Вони різні за тематикою, за обсягом представлення, за способом подачі матеріалу, за географічною приналежністю.

### Етнолінгвістика в Німеччині
Засновники європейської етнолінгвістики — Трір, Кассірер, Вайсгербер. До цього напряму також належали Гарольд Гольц, Гюнтер Іпсен, Петер Гартман, Ганс Глінц. Мовознавчі погляди Лео Вайсгербера нам найбільш віомі, бо він протягом десятиріч очолював етнолінгвістику у ФРН. Причому, його мовознавчі погляди відбилися не лише в дослідженнях, а й у граматиці, а також у шкільних програмах з німецької мови у ФРН. Основні погляди викладені в «Про сили німецької мови». Найважливіші теоретичні положення містяться у другому томі «Про світогляд німецької мови». Як і Гумбольдт, Вайсгербер стверджував, що кожна мова має свій, властивий лише їй, світогляд, що вона, перебуваючи між людиною і Всесвітом, відкриває своєю структурою, словотвором, особливим лексичним складом істини про навколишній світ — так формується національний світогляд. Мова становить цілісний світогляд нації, бо вона виражає всі уявлення, які кожна нація створила про Всесвіт.
Помітною є тенденція Вайсгербера, як і Гумбольдта, розглядати мову як данність Бога. Мова становить суб'єкт історії. Заперечуючи традиційну думку про мову як відображення історії, він вважав джерелом розвитку науки не пізнавальні здібності людей, а іманентну діяльність мови. Іманентним початком є знак мови. Під впливом, очевидно, вчення Сосюра, знак він тлумачить як єдність звучання і значення. Але його розуміння значення нічим не відрізняється від погляду Гумбольдта. Вайсгербер приходить до думки, що оскільки значення дається Богом, то його перевага над формою є аксіоматичною. Відштовхуючись від цього твердження, він прагне побудувати таку граматику німецької мови, в якій би вивчалася не форма, а значення. Звідси Вайсгербер допускає такий помилковий висновок, що випливає із концепції про мову як світоглядну категорію: будь-яке значення має лише одну форму. У прямому зв'язку з цим він висловлюється за те, щоб уся повоєнна Європа була поділена на держави за принципом мовлення. Ці ідеалістичні погляди тісно переплітаються з прагненням західнонімецьких фашистів: на їх думку, до складу Німеччини повинні увійти всі країни, населення яких користується німецькою мовою. У поглядах Вайсгербера присутні аргументи расистської теорії про особливу місію німецької мови та німецького народу. Таким чином, матеріалістична у своїй основі ідея Гумбольдта про вивчення мови у зв'язку з іншими духовними витворами людини — кудьтурою, звичаями, традиціями — була по-різному трансформована в американській та німецькій етнолінгвістиці.

## Зв'язки з іншими науками
Проблеми, які розглядає етнолінгвістика, зумовлюють близький зв'язок із суміжними науками та постійними відгалуженнями від неї нових дисциплін. Сучасна етнолінгвістика працює на стику:
- соціології
- лінгвістики
- етнології
- психології
- логіки
- семіотики
- структурної антропології
- культурології та ін.

Нині виокремились і сформувались самостійні дисципліни — соціолінгвістика, етнопсихолінгвістика, етнолінгвістична географія та інші, що суттєво доповнюють і збагачують етнолінгвістику.
М. Толстой вважає, що етнолінгвістика вивчає мову в аспекті відносин із етносом — мова: етнос, подібно до того, як психолінгвістика розглядає мову в аспекті — мова: людська психіка, прикладна лінгвістика — мова: практична діяльність людини, соціолінгвістика — мова: суспільство. При цьому психолінгвістика та математична лінгвістика вивчають внутрішню сторону мови та належать до «внутрішньої» лінгвістики, а етнолінгвістика та соціолінгвістика обернуті до зовнішньої сторони мови («зовнішня» лінгвістика). В той же час етнолінгвістика та соціолінгвістика можуть бути двома основними розділами більшої за обсягом дисципліни, з тїєю різницею, що перша враховує національні, народні особливості етноса, а інша — особливості соціальної структури конкретного соціуму на пізній стадії його розвитку, але мають різну хронологічну спрямованість:
- етнолінгвістика — на «живу історію», «живу старовину»;

- соціолінгвістика — на мовний матеріал сьогодення, розглядаючи його в комунікативно-функціональному, структурно-описовому та нормативно-синхронному аспектах.

Етнолінгвістика не конкурує з соціологією, лінгвістикою, етнографією, фольклористикою та культурологією, не витісняє їх, а є самостійною галуззю знання, наукою, яка використовує комплексні методи дослідження. Напрацювання спільних методів, єдиного підходу до досліджень та матеріалу є основним науковим завданням етнолінгвістики та суміжних наук.